# Aino Aro
Aino Johanna Aro, född Pohja 16 juni 1897, död 9 maj 1965, var en finländsk sångerska.
Aro blev redan som barn intresserad av sång och fick undervisning i det från 12 års ålder. Hon studerade senare sång vid Helsingfors konservatorium och hos enskilda sångpedagoger, men till skillnad från samtida konsertsångerskor studerade hon aldrig utomlands och gav aldrig konserter. I stället engagerades hon 1928 vid Rundradion och blev en mycket flitig och uppskattad radioartist. Aro var medlem av körerna Suomen Laulu och Kansallis-Kuoro samt var engagerad inom kören vid Johanneskyrkan. Sin civila anställning hade Aro vid Helsingfors militärsjukhus.
Åren 1929, 1930 och 1938 gjorde Aro sex skivinspelningar, varav en del i sällskap av Pohjola-orkestern och sångaren Vilho Viikari.